# Karel ende Elegast

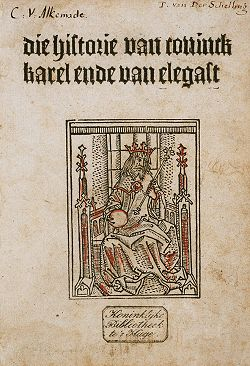
Titel der Druckausgabe von ca. 1487

Karel ende Elegast (deutsch: Karl und Elegast) ist ein kurzer mittelniederländischer Ritterroman in Versform, der sicher vor 1325, wahrscheinlich um 1250 entstanden ist. Der Autor des Romans ist unbekannt, stammt aber vermutlich aus der Gegend des heutigen Flandern bzw. Brabant. Der Roman gehört zur Karlsepik bzw. zu den Karlsromanen, einer Reihe von Werken, die im Umfeld Karls des Großen spielen. Anders als bei den meisten Vertretern dieser Gattung, wo Karl eher den Rang einer Nebenfigur einnimmt, tritt er hier in einer der beiden Hauptrollen auf. Ob seiner Kürze – in der wissenschaftlichen Edition von Antonius Maria Duinhoven (1969) umfasst der Text 1381 Verse – bezeichnet der Literaturwissenschaftler Frits van Oostrom das Werk als „Novelle sui generis“ und den kürzesten Karlsroman in ganz Europa. Zugleich ist es der meistgelesene mittelniederländische Text an niederländischen Schulen.

## Inhalt
Am Vorabend des Hoftags befindet sich Karl in seiner Ingelheimer Kaiserpfalz, als ihn ein Engel im Traum dazu auffordert, auf Diebestour zu gehen, da Karl sonst sterben würde. Im Wald trifft er auf den schwarzen Ritter Elegast, der ihm früher als treuer Vasall diente, von Karl aber wegen einer Kleinigkeit verbannt wurde und nun als Raubritter die Reichen bestiehlt. Er beherrscht die magischen Künste, kann Menschen zum Einschlafen bringen und die Sprache der Tiere verstehen. Karl gibt sich nach einem kurzen Zweikampf als Adelbrecht aus und schlägt vor, dass beide gemeinsam bei König Karl einbrechen. Elegast erkennt Karl nicht, ist ihm aber trotz der Verbannung immer noch so treu, dass er den Vorschlag empört ablehnt.
Stattdessen brechen sie mithilfe einer Pflugschar bei Karls Schwager Eggeric ein, wo Elegast Zeuge eines Streits zwischen Eggeric und dessen Ehefrau, Karls Schwester, wird. Eggeric hatte ihr zuvor offenbart, dass er Karl am Hoftag töten wolle. Elegast informiert Karl/Adelbrecht, der daraufhin vorgibt, den König informieren zu wollen, und in sein Schloss zurückkehrt. Als Eggeric und sein Gefolge beim Hoftag eintreffen, bezichtigt Karl Eggeric des Verrats und präsentiert Elegast als Zeugen. Elegast fordert Eggeric zu einem Zweikampf heraus, auf dass Gott urteilen möge, wer von beiden die Wahrheit erzählt. Elegast gewinnt und bekommt die Schwester des Königs, Eggerics Witwe, zur Frau.

## Überlieferung
Der Grundstoff der Geschichte – ein König, der unerkannt zum Stehlen ausreitet und mithilfe eines Meisterdiebs einem geplanten Putsch auf die Schliche kommt – ist in verschiedenen Kulturen verbreitet und von alters her bekannt. Verschiedene Quellen deuten darauf hin, dass die hier erzählte Geschichte in ihrer Ausprägung mit Karl dem Großen und dem schwarzen Ritter Elegast bereits durch mündliche Überlieferung sowohl im niederländischen als auch im französischen Sprachraum bekannt war. Auch ein verlorengegangener altfranzösischer Vorläufertext ist denkbar, zumindest muss ein Text namens Chanson de Basin (über Karl und den Dieb und Zauberer Basin) existiert haben, auf den sich andere überlieferte Quellen beziehen. Umgekehrt könnte auch niederländisches Erzählgut einen französischen Text inspiriert haben. In jedem Fall muss Karel ende Elegast sehr beliebt gewesen sein: Insgesamt liegen Fragmente und komplett erhaltene Exemplare von 13 Fundstellen vor, darunter Handschriften aus dem 14. sowie Drucke aus dem 15. und 16. Jahrhundert. Erstaunlicherweise wurde der Text in den späten Drucken nicht wie üblich in einen Prosatext umgearbeitet, was auf Vertrautheit mit und Respekt vor einem sprachlich ins Alter gekommenen Text hindeutet.

## Interpretation
Offensichtlich ist die religiöse Moral des Textes, wonach Treue, Gottvertrauen und Glaube belohnt und Unglaube bestraft werden. Dies zeigt sich etwa, wenn König Karl dem Befehl eines Engels folgt, der zunächst widersinnig und verboten erscheint. In der abschließenden Zweikampfszene bittet Elegast demütig um göttlichen Beistand, während Eggeric als arrogant dargestellt wird, indem er sich nur auf seine eigene Kraft verlässt. Allerdings ist die Geschichte nicht rein moralisierend, es ist auch ein humoristischer bis ironischer Ton festzustellen. So wird Karl als Dieb eher ängstlich bis dilettantisch dargestellt, etwa wenn er versucht, mit einer Pflugschar eine Steinmauer einzubrechen, woraufhin ihn Elegast auslacht. Außerdem treten unchristliche Erzählelemente auf, darunter Magie und sprechende Tiere.
Van Oostrom weist darauf hin, dass der Diebeszug zu einer Reise zur Selbsteinsicht wird: Karl wird bewusst, dass er seinen treuen Ritter einst wegen Nichtigkeiten und zu Unrecht verurteilt hat. Er erfährt während seines Abenteuers Läuterung, wird sich seiner eigenen Fehlbarkeit bewusst und kann sein Fehlurteil wiedergutmachen.
Gelobt wird auch die bildreiche Sprache, die zum Spannungsaufbau der Geschichte beiträgt. Dazu zählt etwa die Szene in Eggerics Schlafzimmer, bei der er seiner Ehefrau das Gesicht blutig schlägt, nachdem sie sich entrüstet über seinen Plan zum Mord an ihrem Bruder geäußert hat. Elegast, der sich unter dem Bett versteckt, kann rasch seinen Handschuh hervorziehen, um das herabtropfende Blut als Beweismittel zu sichern.